# NGC 278
NGC 278 (również PGC 3051 lub UGC 528) – galaktyka spiralna z poprzeczką (SBb), znajdująca się w gwiazdozbiorze Kasjopei. Odkrył ją William Herschel 11 grudnia 1786 roku.